# Ревайлер
Ревайлер (нім. Rehweiler) — громада в Німеччині, розташована в землі Рейнланд-Пфальц. Входить до складу району Кузель. Складова частина об'єднання громад Глан-Мюнхвайлер.
Площа — 6,74 км2. Населення становить 455 ос. (станом на 31 грудня 2020).